# Peter Josef Weber
Peter Josef Weber (* 22. Mai 1750 in Montabaur; † 1. Juli 1821 in Trier) war ein deutscher römisch-katholischer Theologe und Geistlicher.

## Leben
Weber besuchte das Gymnasium Montabaur. Anschließend studierte er ab 1769 Theologie in Koblenz und an der Universität Trier. Im Jahr 1773 empfing er seine Priesterweihe. 1777 nahm er einen Ruf als Professor für Moraltheologie an die Theologische Fakultät der  Universität Trier an, im Folgejahr, 1778, wurde er zum Dr. theol. promoviert. Nachdem die Fakultät der Universität mit dem Priesterseminar in Trier zusammengelegt wurde, fiel sein Lehrstuhl weg. 
Weber wurde zunächst Pfarrer der Gemeinde in Niedererbach. Ihn zog es jedoch schnell in den Lehrstand zurück. Bereits 1782 wurde er erneut Lehrer. Nun als Moraltheologe am Seminar und Gymnasium in Koblenz. Außerdem wurde er Mitglied der Schulkommission. Nach der Auflösung des Seminars  lehrte er von 1784 bis zur Auflösung der Hochschule durch die Franzosen 1798 abermals in Trier. Schon 1785 wurde er zudem zum Bibliothekar der Seminar- und Universitätsbibliothek in Trier ernannt. In der Zeit von 1786 bis 1802 war er Geistlicher Rat beim Generalvikariat in Trier, bevor er von 1804 bis 1816 oder bis 1821 als Moraltheologie am Priesterseminar Trier lehrte. 
Weber war außerdem von 1789 bis 1802 Kanoniker in Pfalzel und ab 1810 Domherr des Bistums Trier.

## Werke (Auswahl)
- Dissertatio moralis de lege, altera syllogismi, quem imputatorium vocant, praemissa, Trier 1779.
- Dissertatio moralis de Missa paroeciali, Trier 1779.
- De catechesi parvulorum, Koblenz 1784.
- Dissertatio moralis de origine et usu imaginum, Trier 1785. Digitalisat
- Dissertatio moralis de lege: Accedunt facultates quinquemales, Gunibert, Köln 1788.